# Begonia chingii
Espèce
Begonia chingii est une espèce de plantes de la famille des Begoniaceae.
L'espèce fait partie de la section Reichenheimia.
Elle a été décrite en 1939 par Edgar Irmscher (1887-1968).

## Répartition géographique
Cette espèce est originaire de Chine.